# Toana flaviceps
Toana flaviceps är en fjärilsart som beskrevs av George Francis Hampson 1918. Toana flaviceps ingår i släktet Toana och familjen nattflyn. Inga underarter finns listade i Catalogue of Life.